# 乐成王 (箕子朝鲜)
懷（？—前675年），是古朝鲜之箕子朝鲜的君主，子姓。东史年表认为在位於前703年至前675年，諡號樂成王（韓語：낙성왕），後王位由兒子存繼承。